# Bessarabka (obwód doniecki)
Bessarabka (ukr. Бессарабка) – wieś na Ukrainie, w obwodzie donieckim, w faktycznie niefunkcjonującym rejonie kalmiuskim, od 2014 pod kontrolą marionetkowej, zależnej od Rosji Donieckiej Republiki Ludowej. W 2001 liczyła 119 mieszkańców.